# SMS Hohenzollern (fartyg, 1880)
För det senare fartyget med samma namn, se SMS Hohenzollern (fartyg, 1892)
SMS Hohenzollern var en tysk hjulångare, som tjänstgjorde som representationsfartyg för Tysklands kejsare 1878–1892. 
Tanken på ett nytt representationsfartyg för kejsaren i det 1871 grundade Tyska riket uppstod i början av 1870-talet. Då utnyttjades SMS Grille för detta ändamål, men hon ansågs inte längre lämplig som representationsfartyg på grund av sin storlek och begränsade sjövärdighet. 
Hohenzollern beställdes 1875 av Norddeutsche Schiffbau AG i Kiel, löpte av stapeln i juli 1876 och blev färdig våren 1880. Inredningen ritades av Heinrich Moldenschardt (1839–1891). Hon hade en tvåcylindrig ångmaskin från Firma F.A. Eggels i Berlin på 3.000 ihk, vars ånga genererades av sex ångpannor. Den högsta hastigheten var 15,7 knop. 
Besättningen bestod av nio officerare och 136–145 matroser.
Hohenzollern döptes 1892 om till Kaiseradler och ersattes som kungaskeppet av den nybyggda SMS Hohenzollern. Hon skrotades 1912.

## Bildgalleri

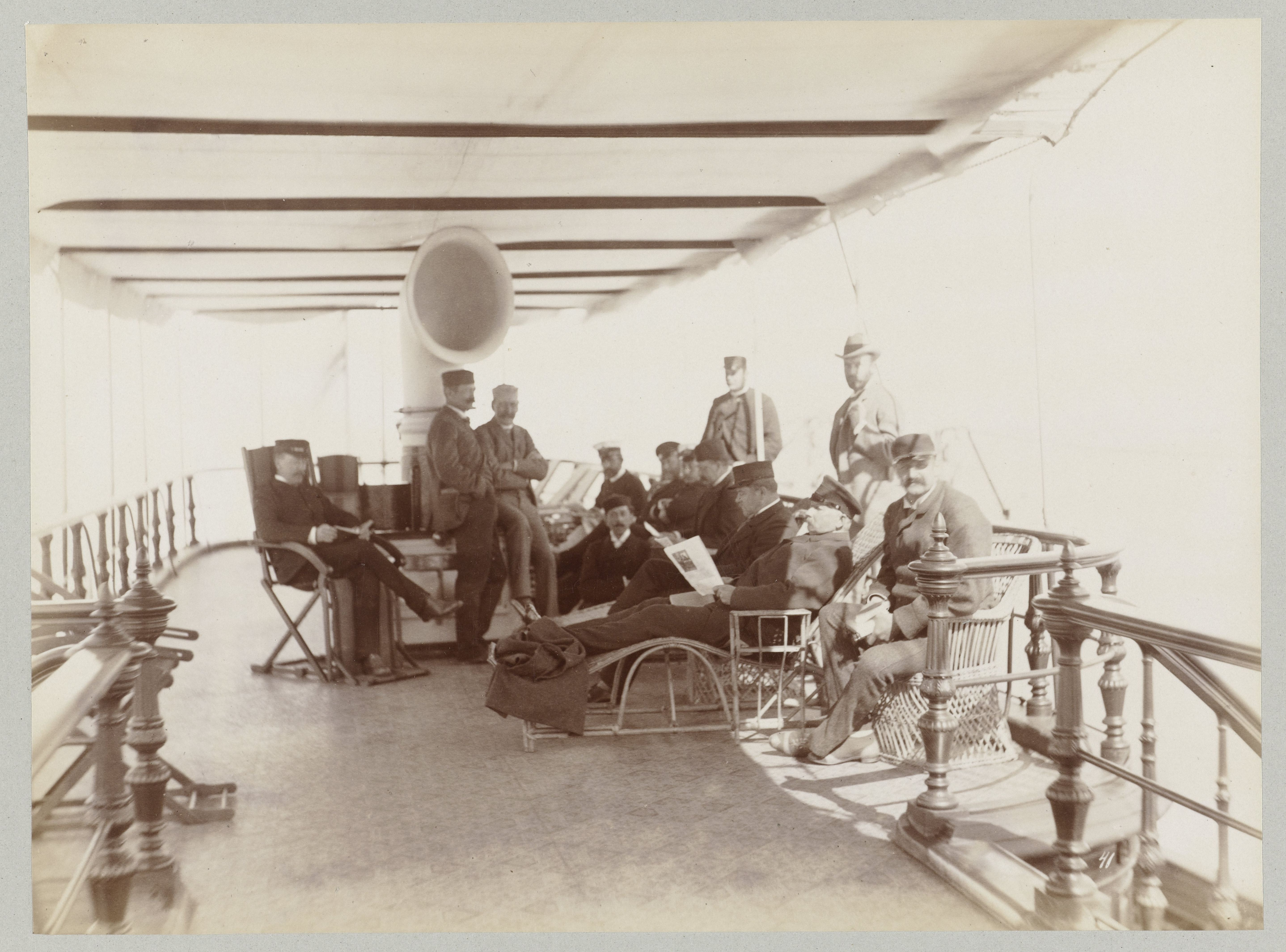
Sällskap ombord, 1889
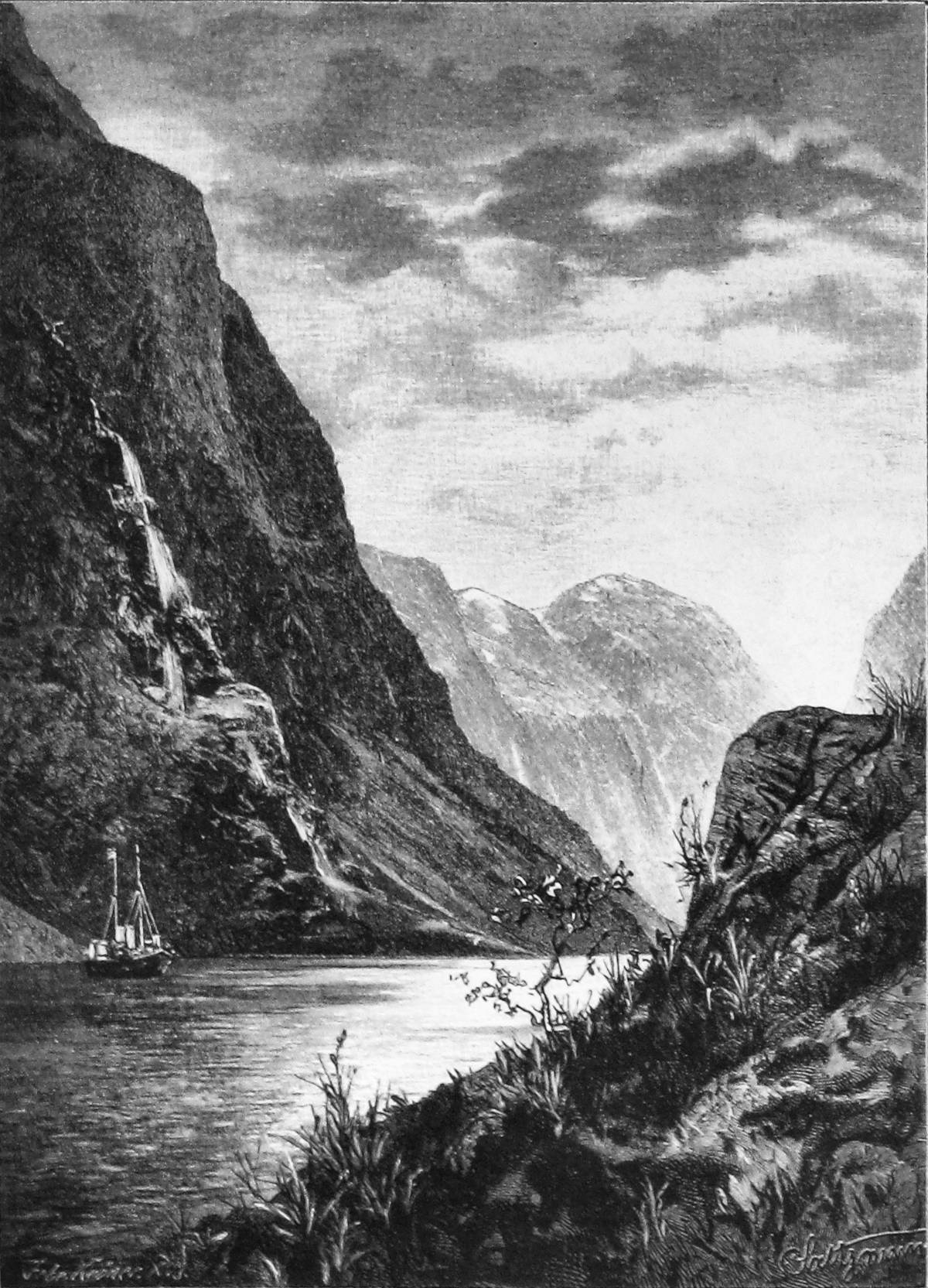
Hohenzollern i Nærøyfjorden i Norge, 1890
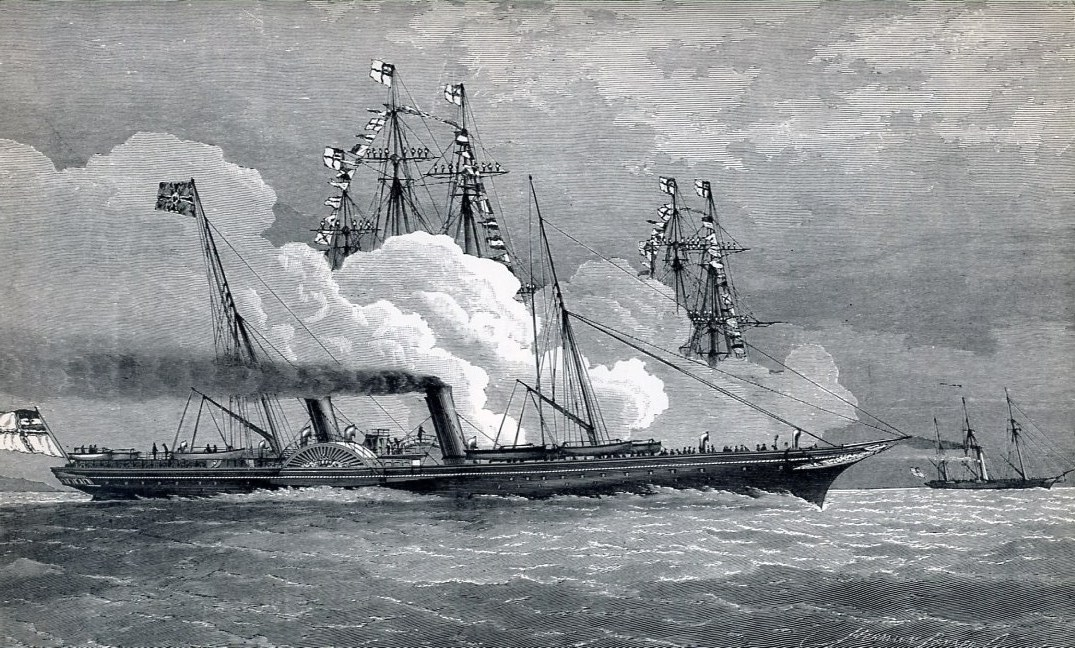
Hohenzollern till sjöss, 1885
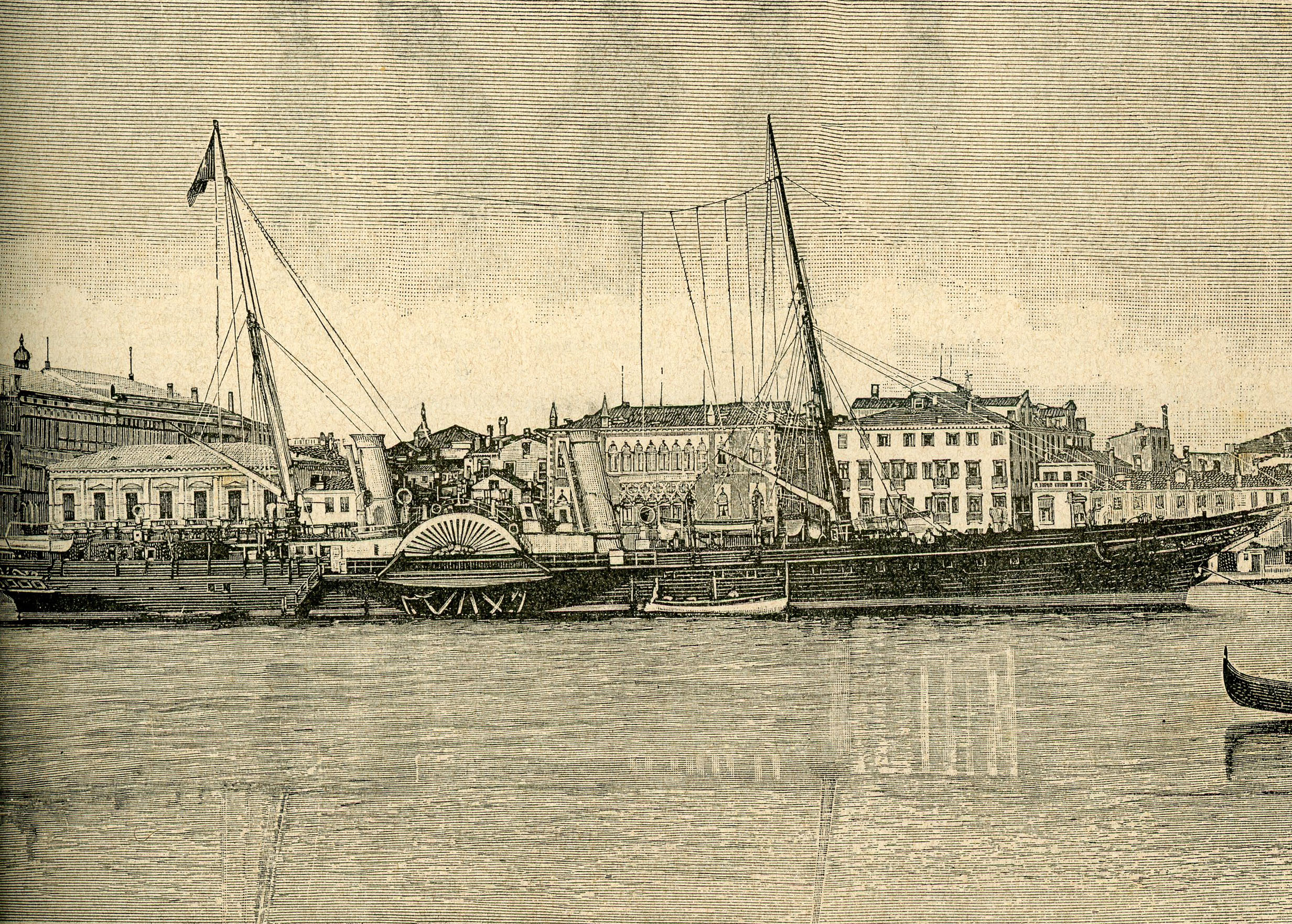
Hohenzollern i Italien
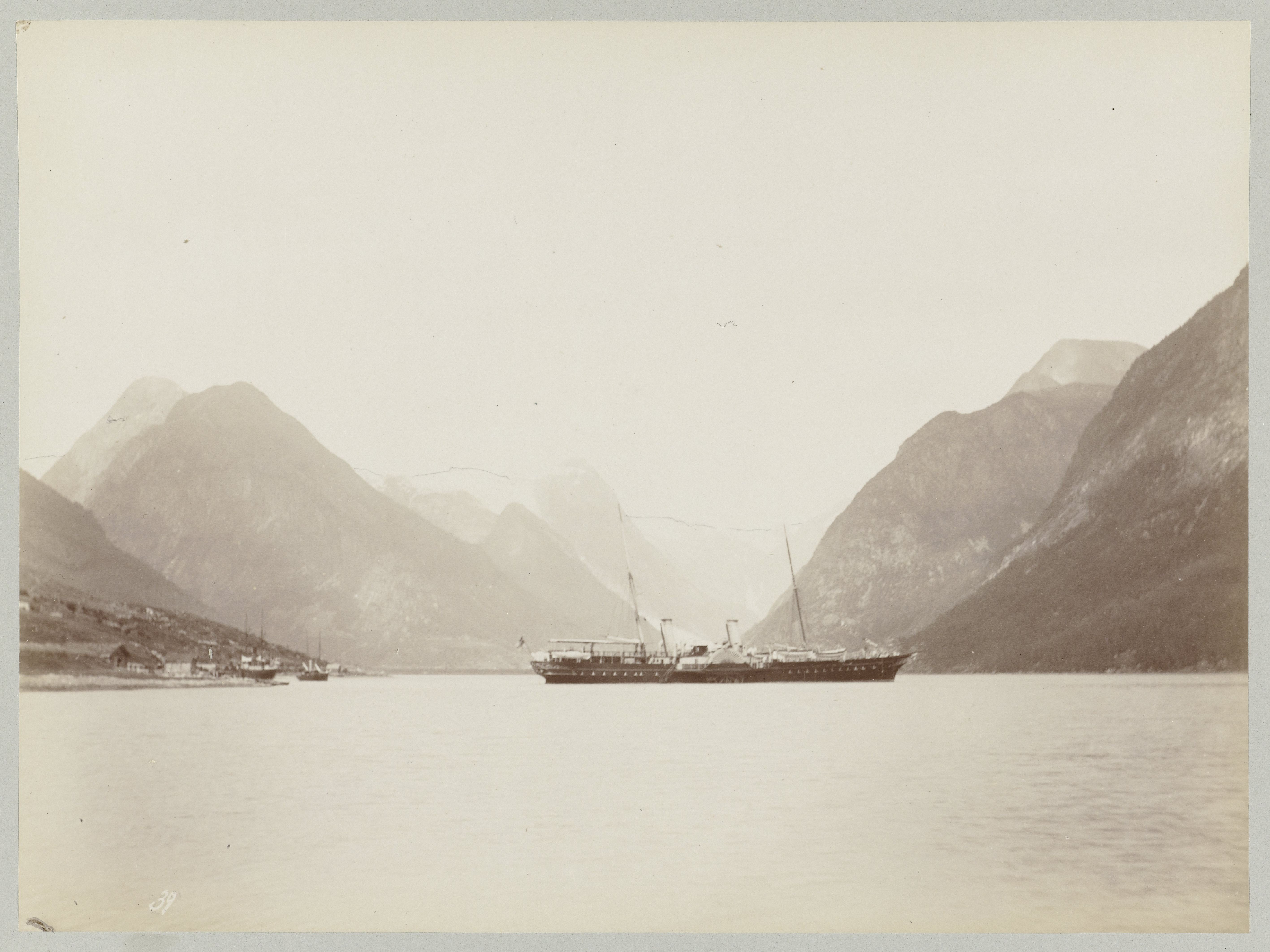
Hohenzollern i Fjærlandsfjorden i Sognefjorden i Norge, 1889